# Jason Gatson
Jason Gatson (Estados Unidos, 25 de junio de 1980) es un gimnasta artístico estadounidense, subcampeón olímpico en 2004 en el concurso por equipos. Gatson fue medallista de plata en los Juegos Olímpicos de 2004. También es el campeón de la Visa American Cup 2004. Ayudó a su equipo a ganar la medalla de plata en el Campeonato Mundial de 2003 y también terminó octavo all-around. Con su tercer puesto en el John Hancock U.S. Gymnastics Championships de 1997, se convirtió en el atleta más joven en hacer un equipo del Campeonato Mundial Masculino de los Estados Unidos a los 17 años. Gatson está activo en el programa Make A Wish en Colorado y le gusta nadar, baloncesto y dibujar. Tiene un movimiento que lleva su nombre en las barras paralelas.

## Carrera deportiva
En el Mundial de Anaheim 2003 gana la plata por equipos, tras China y por delante de Japón; sus compañeros de equipo fueron: Raj Bhavsar, Morgan Hamm, Paul Hamm, Brett McClure y Blaine Wilson.
En los JJ. OO. de Atenas 2004 vuelve a ganar la plata en equipo, tras Japón y por delante de Rumania, siendo sus compañeros de equipo: Morgan Hamm, Paul Hamm, Brett McClure, Blaine Wilson y Guard Young.